# Валя-луй-Влад
Валя-луй-Влад (рум. Valea lui Vlad) — село в Сынжерейском районе Молдавии. Наряду с сёлами Думбравица и Боканча-Скит входит в состав коммуны Думбравица.

## География
Село расположено на высоте 114 метров над уровнем моря.

## Население
По данным переписи населения 2004 года, в селе Валя-луй-Влад проживает 408 человек (190 мужчин, 218 женщин).
Этнический состав села:
| Национальность | Число жителей | Процентный состав |
| -------------- | ------------- | ----------------- |
| молдаване      | 400           | 98.04             |
| цыгане         | 7             | 1.72              |
| румыны         | 1             | 0.25              |
| Всего          | 408           | 100%              |

## История
Еврейская земледельческая колония Валя-луй-Влад была основана в 1836 году переселенцами из Подолии. В 1897 году население составило 1318 человек, в 1910 году — 1385 человек (все евреи). Поселенцы главным образом занимались выращиванием пшеницы (59 десятин земли в 1899 году) и кукурузы (33 десятины); вся территория поселения составила 436 десятин. Первоначально каждая семья получила по 5,32 десятин земли, но уже к 1899 году лишь 31 из 82 семейств владело более, чем 4 десятинами земли. К колонистам присоединились ещё 36 семейств, которым не было выдано разрешение на обработку земли и они занимались ремёслами. По переписи населения 1930 года в местечке проживало 1355 человек, а к началу Великой Отечественной войны в нём оставалось 1281 евреев. В местечке были две синагоги и одна школа. Во время погрома 7 июля 1941 года после занятия территории румынскими войсками было сожжено 140 домов и убиты 21 мужчина, 6 женщин и 8 детей; остальные жители были депортированы в транзитные лагеря и Транснистрию.